# ネクサンス
ネクサンス（仏: Nexans S.A.）は、フランス・パリ首都圏のクールブヴォアに本社を置く総合電線メーカー。電線業界では、プリズミアン・住友電気工業に次ぐ世界3位。日本では、ビスキャスとの合弁企業である日本ハイボルテージケーブルに出資している。ユーロネクスト・パリ上場企業（Euronext: NEX ）。

## 主力製品・事業
- 電力ケーブル
- 光通信ケーブル

## 主要事業所
- 本社 - 4 Allee de l Arche, クールブヴォア

## 沿革
- 1897年 - 創業
- 2000年 - アルカテルより分離、ネクサンス設立
- 2001年 - パリ証券取引所（ユーロネクスト・パリ）上場
- 2005年 - スーペリアと巻線で合弁しエセックスネクサンス設立
- 2006年 - ビスキャスと共同出資で日本ハイボルテージケーブルを設立[1]
- 2008年 - 南米最大の電線メーカーMadeco買収
- 2009年 - 住友電工とヨーロッパ市場の光ファイバケーブル事業で提携、ネクサンスの子会社である光ファイバ専業メーカー・オプティカーベルの持分40％を住友電工が取得[2]
- 2012年 - 米産業用ケーブルAmerCable買収

## 主要関係会社

### グループ企業
- オプティカーベル社（ベルギー）
- 日本ハイボルテージケーブル株式会社（日本）